# ホセ・イスキエルド
ホセ・エリベルト・イスキエルド・メナ（José Heriberto Izquierdo Mena, 1992年7月7日 - ）は、コロンビア・ペレイラ出身のサッカー選手。ポジションはFW、MF。

## 経歴

### クラブ
2010年にデポルティーボ・ペレイラでプロデビュー。2013年にオンセ・カルダスに移籍し、2014年8月にベルギーのクラブ・ブルッヘに移籍。2014-15シーズンは13ゴールを記録しUEFAヨーロッパリーグにも出場。更に2016-17シーズンも14ゴールを記録。同シーズンのUEFAチャンピオンズリーグにも出場し、グループリーグのレスター・シティFC戦でゴールも決めた。
2017年8月20日、プレミアリーグに初昇格を果たしたブライトン・アンド・ホーヴ・アルビオンFCと4年契約を結んだ。
2021年8月31日、ブライトン・アンド・ホーヴ・アルビオンFCとの契約が6月で満了した後、クラブ・ブルッヘに怪我のリハビリのために戻ることが発表された。

### 代表
2017年6月にコロンビア代表に初招集され、スペイン戦、カメルーン戦に出場。カメルーン戦で代表初ゴールを記録した。

## 代表歴

### 出場大会
- コロンビア代表
  - 2018 FIFAワールドカップ

### 試合数
- 国際Aマッチ 6試合 1得点（2017年-2018年）[5]

| コロンビア代表 | 国際Aマッチ | 国際Aマッチ |
| 年             | 出場        | 得点        |
| -------------- | ----------- | ----------- |
| 2017           | 2           | 1           |
| 2018           | 4           | 0           |
| 通算           | 6           | 1           |